# Georges Saadé
Georges Saadé (21 novembre 1930 - 17 novembre 1998) est un homme politique libanais originaire d'un petit village de la région de Batroun au Nord-Liban.

## Biographie
Il intègre le parti Kataëb à l'âge de 15 ans puis entame des études de lettres à l'Académie libanaise des beaux-arts (université de Balamand) et à l'université de Salamanque en Espagne. À son retour d'Espagne, il devient conseiller de Pierre Gemayel, chef des Kataëb. Il fut fonctionnaire au ministère de l'Éducation jusqu'en 1968, lorsqu'il représente son parti aux élections législatives, en se portant candidat pour le siège maronite de Batroun. Parallèlement à sa victoire électorale, il décroche son diplôme de droit.
Georges Saadé devient alors l'un des orateurs les plus en vue du parti Kataëb. En 1986, deux ans après la mort de Pierre Gemayel, il fut élu président du parti, battant le président sortant Elie Karamé. Saadé était alors soutenu par l'ancienne garde du parti, proche du fondateur ainsi que par les supporters des Forces libanaises dirigées par Samir Geagea. Il conservera ce poste jusqu'à sa mort en 1998. En 1986, il devint aussi président du Front libanais (coalition des partis de la droite chrétienne lors de la guerre du Liban), succédant à l'ancien président de la République Camille Chamoun.
En 1989, Georges Saadé prit part aux négociations de l'accord de Taëf et en fut l'un des principaux parrains chrétiens. À la suite de ces accords, il se présenta à l’élection présidentielle, mais fut battu au second tour par René Moawad, puis par Elias Hraoui (à la suite de l'assassinat de Moawad le 22 novembre 1989). Lui-même survécut à une tentative d'assassinat à la voiture piégée cette même année. Il fut jusqu'à sa mort un défenseur virulent de Taëf, malgré la distorsion subie par ces accords en raison de l'hégémonie syrienne sur le pays. En 1998, fut publié son livre Mon histoire avec Taëf, dans lequel il divulgua plusieurs secrets liés aux négociations de 1989 en Arabie saoudite en vue de la conclusion de ce nouveau pacte. Ce livre fut publié quelques semaines après sa mort d'un cancer.
Georges Saadé fut député de Batroun de 1968 à 1992. Il boycotta les élections législatives de 1992 et fut battu en 1996. Il fut aussi plusieurs fois ministre :
- ministre du Plan dans le gouvernement de Saëb Salam en 1972 ;
- ministre des Travaux publics et des Transports dans le gouvernement de Rachid Solh en 1974 ;
- ministre des Télécommunications dans les gouvernements successifs de Omar Karamé (1990) et Rachid Solh (1992).